# Активни расед
Активни расед је расед за који се поуздано зна да ће се у будућности на њему генерисати земљотрес. Раседи се сматрају активним ако је на њима опсервирано померање или постоје докази о сеизмичкој активности током последњих 10.000 година.
Активно раседање се сматра геолошким хазардом и директан је узрочник земљотреса. Ефекти померања по активном раседу су јака померања земље, раседање површине земље, тектонске деформације, клизишта и одрони, ликвефакција и цунамији.
Квартарни раседи су они активни раседи који се могу јасно препознати на површини и за које постоје докази о кретању у последњих 1,6 милиона година, што представља трајање квартара.
Геолошке дисциплине које се баве проучавањем активних раседа су геоморфологија, сеизмологија, рефлективна сеизмика, тектоника плоча и даљинска детекција.

## Локација
Активни раседи се у највећем броју случајева налазе у близини граница тектонских плоча, па се због тога и проучавања активне тектонике везују углавном за ова подручја. У много мањој мери се активни раседи јављају у унутрашњости тектонских плоча. Чињеница да и унутар тектонских плоча постоји сеизмички хазард је препозната тек недавно.

## Методе истраживања
За истраживање граница активних раседа користе се различите геолошке методе, од којих су најкоришћеније даљинска детекција и геомагнетска истраживања. За мерење активности раседа користе се разни типови података, као што су сеизмолошки извештаји или подаци о земљотресима током одређеног периода времена. За потребе дефинисања потенцијалног сеизмичког хазарда врши се корелација података о активности (земљотресима) и локацији раседа, заједно са факторима о анализи ризика.